# Покровский собор (Брянск)
Покро́вский собо́р (Старо-Покровский собор) — старейший сохранившийся храм Русской православной церкви в Брянске. Расположен в историческом ядре города — на Покровской горе, на которой находился Брянский кремль.

## История
Построен в 1698 году на средства брянского стольника Евстрата Тимофеевича Алымова вместо древней соборной деревянной церкви, упоминаемой в документах с 1603 года. Во многих источниках ошибочно указан иной год постройки Алымовым каменного собора — 1626, однако это опровергается датами жизни Е. Т. Алымова и архитектурой собора, в то время как 1698 год явно показан как дата освящения новопостроенной церкви в книгах Патриаршего Казённого Приказа.
До 1798 года храм был соборным (главным в городе), позднее — приходским, а с 1876 года — приписным к соборному (Новопокровскому). В 1799 году была разобрана верхняя шатровая колокольня, а позже четыре боковых главы и сделана широкая двухэтажная пристройка с новой колокольней.
В 1896 году Епархиальным начальством храм передан 144-му пехотному Каширскому полку, и Богослужения в нём совершали полковые священники. С началом Первой мировой войны, в 1914—1916 годах в Покровском храме не было постоянного священника (служили священники разных воинских частей), а с 1916 года богослужения прекратились.
В апреле 1919 года храм был закрыт и первоначально передан под школу. После закрытия здание храма неоднократно перестраивалось и приспосабливалось под нужды государственных архивных учреждений. Так, в 1926 году здесь размещалось архивохранилище Октябрьской Революции, а в послевоенные годы — архив областного управления МВД.
В ходе многочисленных реконструкций XX века были утрачены глава и колокольня храма. В 1974 году была произведена реставрация здания (архитектор Э. М. Кодисова) с приспособлением под учреждения культуры, последним из которых стал Дом народного творчества.
23 октября 1990 года было принято Решение Советского райисполкома г. Брянска о передаче собора верующим, однако фактическая передача храма религиозной общине произошла только весной 1991 года. С 24 мая 1991 года в храме проходят регулярные богослужения.

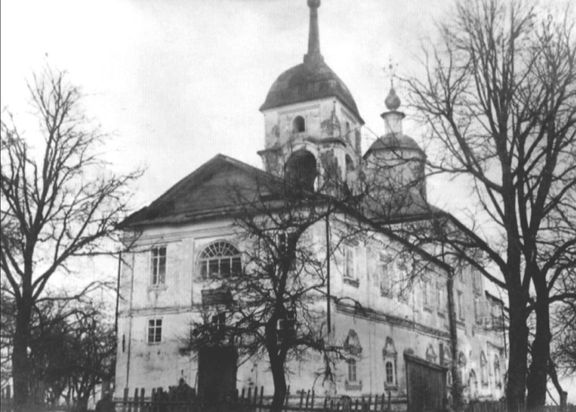
Покровский храм до разрушения колокольни

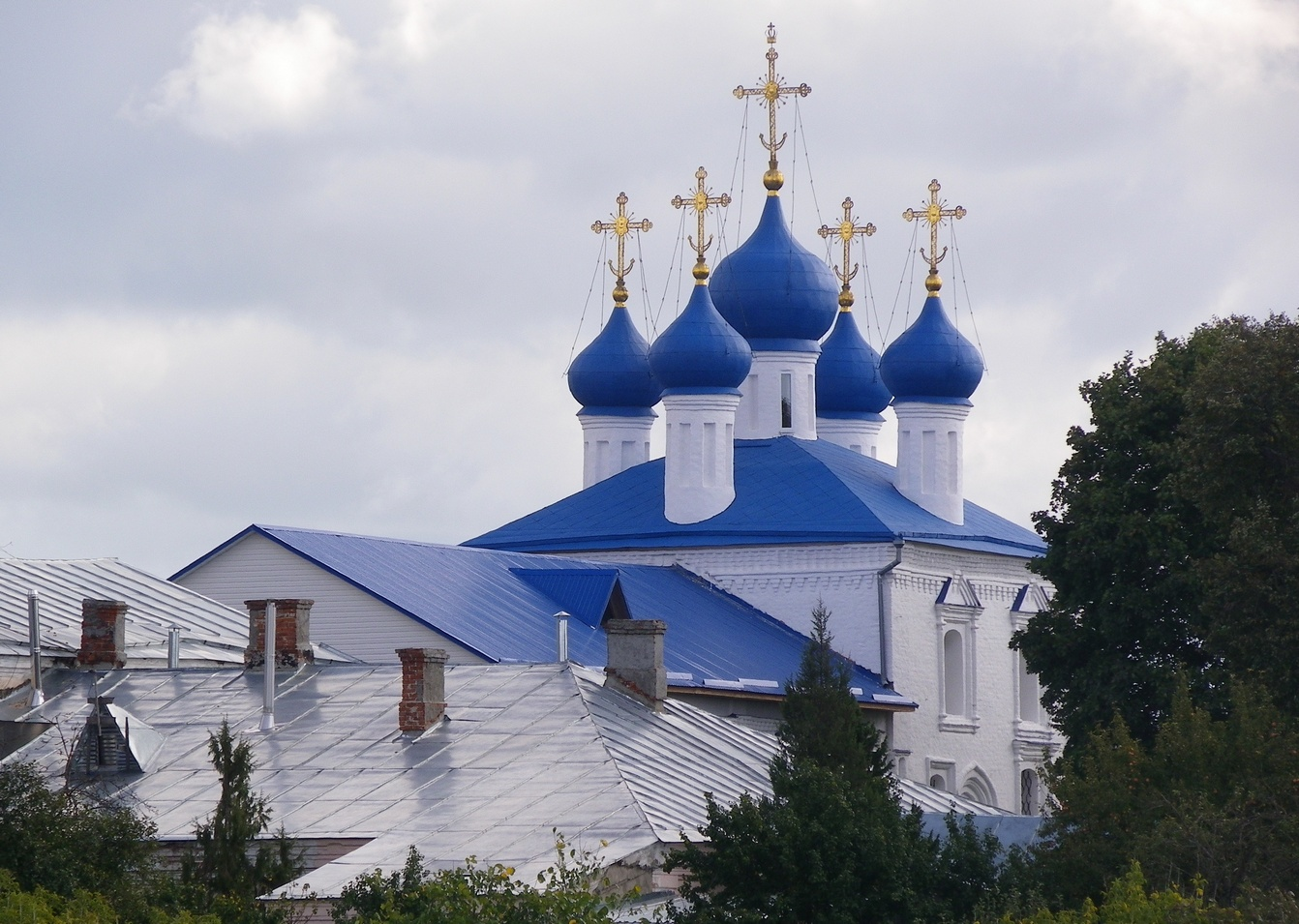
Купола Покровского собора. Фото 2012 года

## Архитектура
В архитектуре памятника своеобразно переплетены традиции XVII века с новыми «нарышкинскими» приемами рубежа XVII—XVIII вв. Характерный для своего времени бесстолпный пятиглавый двухэтажный храм (внизу теплая церковь во имя святителя Алексия, Митрополита Московского; вверху — холодная в честь Покрова Пресвятой Богородицы) с кирпичными стенами, помытыми обмазкой. Двухъярусный, сильно вытянутый по продольной оси объём состоит из основного четверика, возвышающегося над развитым алтарём с тремя апсидами и сравнительно короткой трапезной, которую значительно удлиняет пристройка. Традиционность трёхчастной композиционной схемы нарушает необычная форма пятиглавия с постановкой малых глав вокруг центральной по сторонам света, что характерно для украинской архитектуры. Живописности убранства фасадов, основанного на немногих использованных деталях, способствует асимметричное размещение проёмов. На углах объёмов в нижнем ярусе — парные полуколонки, в верхнем — простые лопатки, цокольный и междуэтажный пояса, а также более нарядный широкий венчающий карниз с четырьмя рядами «пилы» и городками — все эти формы восходят к середине XVII века. Архаично выглядят также три боковых портала с перебитыми дыньками полуколонками и с килевидными архивольтами. Два из них, расположенные на северном и южном фасадах и сильно сдвинутые с их оси, ведут в нижний храм, а третий, на уровне второго яруса северного фасада, видимо, прежде имел наружное крыльцо с деревянной лестницей-всходом. В то же время наличники окон с полуколонками и разорванными фронтонами выполнены в формах «нарышкинского» барокко.
В интерьере основные помещения в обоих этажах связаны с трапезной и алтарём одним или тремя проёмами. Нижняя и верхняя трапезные, нижняя церковь, а также алтари перекрыты коробовыми сводами, верхняя церковь — сомкнутым сводом со световым барабаном в центре. Все своды с распалубками над проёмами; перекрытия пристройки плоские, балочные.:150-151